# Sistema de gestión de pasajeros
El sistema de gestión de pasajeros, PSS (por sus iniciales en inglés, Passenger Service System) es un conjunto de sistemas de gestión operativa y administrativa de las funciones de control de partidas, el inventario y sistema de reservas.

## General
El PSS consta de tres componentes básicos:
1. El Sistema de Reservas o CRS permite a la aerolínea comercializar su inventario (asientos/vuelos). Contiene información de horarios y tarifas además de una base de datos de reservas (el Passenger Name Record o PNR) y de los billetes emitidos).
2. El Inventario puede ser integrado en el Sistema de Reservas o no. La función del Inventario es definir asientos en qué vuelos se pueden vender a quien. Con el Sistema de Inventario la aerolínea define sus reglas en función de criterios como rentabilidad (Yield Management).
3. El Sistema de Control de Partidas o DCS (sistema de facturación) es el sistema utilizado por las aerolíneas y aeropuertos para facturar los pasajeros y su equipaje así como las mercancías. El sistema verifica si un supuesto pasajero tiene una reserva válida, asigna asiento y emite tarjeta de embarque. Además el sistema es responsable de la transmisión de datos de los pasajeros (Advanced Passenger Information o APIS) a las autoridades previo al vuelo. El DCS también incluye componentes que permiten calcular el emplazamiento óptimo de mercancías en el bodegón del avión en función de criterios de equilibrio, consumo de carburante, carga y descarga de contenedores etc.

## Sistemas más conocidos
| Nombre     | Descripción                                        | Vendedor                      | Web                                                      |
| ---------- | -------------------------------------------------- | ----------------------------- | -------------------------------------------------------- |
| Altéa      | Sistema completo de gestión de pasajeros           | Amadeus IT Group              |                                                          |
| Zenith     | Sistema completa de gestión de pasajeros           | Travel Technology Interactive |                                                          |
| Horizon    | Sistema que reemplazara el antiguo sistema Gabriel | SITA                          |                                                          |
| SabreSonic | Sistema completa de gestión de pasajeros           | Sabre Airline Solutions       |                                                          |
| RESIBER    | Sistema completo de gestión de pasajeros           | Iberia                        |                                                          |
| TAIS PSS   | Sistema completo de gestión de pasajeros           | TAIS                          | Archivado el 29 de noviembre de 2018 en Wayback Machine. |
| ABOMIS PSS | Sistema completo de gestión de pasajeros           | ABOMIS Innovations Inc.       |                                                          |